# Дженніфер Е. Сміт (письменниця)
Дженніфер Елізабет Сміт (англ. Jennifer Elizabeth Smith; нар. 1980) — американська письменниця, авторка романів для молоді, зокрема бестселерів: «Статистична імовірність любові з першого погляду», «Несподіваний прибуток» та «Польові нотатки про кохання».

## Життєпис
Сміт народилася в Лейк-Форест, штат Іллінойс. 2003 року закінчила Університет Колґейт зі ступенем бакалавра англійської мови, а також має ступінь магістра творчого письма в Університеті Сент-Ендрюс у Шотландії. Вона почала працювати на літературного агента в Нью-Йорку. Її перший роман «Сезон повернень» вийшов у видавництві Simon & Schuster 2008 року. І ця книжка, й друга книжка Сміт «Ти тут» продавалися погано. А перший комерційний успіх їй принесла книжка «Статистична імовірність любові з першого погляду» (вийшла 2012 року), яку вона написала після перерви в письменництві. Сміт і далі була редакторкою у видавництві Random House, одночасно працюючи над власними творами до 2015 року. Наразі її роботи перекладено 33 мовами. Станом на 2022 рік Сміт опублікувала 11 романів, зокрема дев'ять романів для молоді, один роман для дорослих та один роман для учнів середніх класів.
Її перша книжка з картинками «Істота звички» з ілюстраціями Лео Еспінози вийшла 2021 року. Перший роман для дорослих «Непотоплювана Ґрета Джеймс» вийшов 2022 року.

## Екранізації
Першою екранізацією одного з романів Сміт, став фільм Netflix «Привіт, бувай і все, що між ними» (2022), заснований на однойменному романі 2015 року. Режисер стрічки — Майкл Льюен, у головних ролях — Джордан Фішер у ролі Ейдана та Талія Райдер у ролі Клер. Фільм отримав неоднозначні відгуки критиків та широкої аудиторії.
Коли роман «Статистична ймовірність кохання з першого погляду» вийшов 2011 року, він став першим комерційним успіхом письменниці: права на екранізацію викупили (спочатку режисером мав стати Дастін Ленс Блек, але згодом його замінила Ванесса Касвілл). Станом на 2021 рік у Лондоні розпочалося виробництво екранізації роману «Статистичної ймовірності любові з першого погляду». У головних ролях Гейлі Лу Річардсон у ролі Гедлі та Бен Гарді в ролі Олівера, фільм вийшов на Netflix 15 вересня 2023 року.
Роман 2017 року «Несподіване падіння» також розглядали для екранізації, а Лорен Ґрем має намір продюсувати екранізацію.
2019 року оголошено, що продюсери Роджер Лей-молодший та Ерік Карнаджі придбали права на екранізацію романів «Ось як виглядає щастя» та «Географія тебе і мене».

## Переклади українською
2025 року у «Видавництві Старого Лева» вийшов український переклад роману «Статистична імовірність любові з першого погляду». Перекладачка — Оксана Щур.